# The Peacemakers
The Peacemakers è un dipinto del 1868 di George Peter Alexander Healy. Rappresenta la storica sessione del 28 marzo del 1865 condotta dal comando dell'Unione sul piroscafo River Queen durante gli ultimi giorni della guerra di secessione americana.

## Contesto
Nel marzo del 1865 il comandante generale dell'esercito statunitense Ulysses S. Grant invitò il presidente degli Stati Uniti d'America Abraham Lincoln a visitare il suo quartier generale ubicato a City Point, nella Virginia.
Per coincidenza anche il maggior generale William Tecumseh Sherman (che allora stava conducendo la campagna delle Caroline) si trovò in visita in quello stesso momento. Ciò consentì l'unica riunione a tre della guerra tra il comandante in capo e i due massimi generali unionisti.
Fu presente anche il contrammiraglio David Dixon Porter.